# Дуросинми, Рафиу
Рафиу Адекунле Дуросинми (англ. Rafiu Adekunle Durosinmi; род. 1 января 2003, Лагос, Лагос) — нигерийский футболист, нападающий клуба «Виктория» (Пльзень).

## Клубная карьера
Дуросинми— воспитанник клуба «Бокс2Бокс» и чешской «Карвины». 17 октября 2021 года в матче против «Сигмы» он дебютировал в Гамбинус лиге. 5 февраля 2022 года в поединке против пражской «Славии» Рафиу забил свой первый гол за «Карвину». По итогам сезона клуб вылетел из элиты, но игрок остался в команде. В начале 2023 года Дуросинми на правах аренды перешёл в пльзеньскую «Викторию». 28 января в матче против «Градец-Кралове» он дебютировал за новую команду. 26 апреля в поединке против пражской «Спарты» Рафиу забил свой первый гол за «Викторию». 